# Musica reanimata
Musica reanimata Förderverein zur Wiederentdeckung NS-verfolgter Komponisten und ihrer Werke e.V.
ist ein 1990 in Berlin gegründeter gemeinnütziger Verein, der sich für die Wiederentdeckung von Komponisten einsetzt, die in der NS-Zeit vom Nationalsozialistischen Regime verfolgt wurden, wie beispielsweise Viktor Ullmann, Erwin Schulhoff oder Mieczysław Weinberg.
Zu diesem Zwecke veranstaltet der Verein „Gesprächskonzerte in Zusammenarbeit mit dem Deutschlandfunk und dem Konzerthaus Berlin sowie wissenschaftliche Konferenzen“, zuletzt ein zweitägiges Symposion im Dezember 2019 aus Anlass des 100. Geburtstags von Gideon Klein. Ferner publiziert der Verein die eigene Schriftenreihe "Verdrängte Musik" und eine eigene Zeitschrift sowie CDs einiger Gesprächskonzerte, z. B. zu Ilse Weber, Siegfried Borris, Richard Mohaupt und Joseph Horovitz. Darüber hinaus fördert musica reanimata auch die biographische Recherche zu verfolgten Komponisten sowie die musikwissenschaftliche Erforschung ihrer Werke. Zzt. besteht der Verein aus ca. 120 Mitgliedern., darunter Bettina Brand, Gottfried Eberle, Anke Hopfengart, Herbert Gantschacher, Peter Sarkar und Winfried Radeke. Ein prominentes Mitglied des Vereins ist der frühere Bundestagspräsident Norbert Lammert. Vorsitzender des Vereins ist zzt. der Musikwissenschaftler Albrecht Dümling. Der 2016 verstorbene Hans-Günter Klein war jahrelang Vorstandsmitglied und Herausgeber der Schriftenreihe Verdrängte Musik. Musica reanimata wurde mit dem "Kritikerpreis für Musik 2006" des Verbandes der Deutschen Kritiker e.V. ausgezeichnet.
Während ursprünglich der Fokus der Vereinsarbeit vorrangig auf im KZ Theresienstadt internierten Komponisten wie Viktor Ullmann und Hans Krása lag, wurde er später auch auf Exilkomponisten wie Hanns Eisler, Jerzy Fitelberg oder Mieczysław Weinberg oder KZ-Überlebende wie Szymon Laks ausgeweitet.